# Гледичія
Гледичія (Gleditsia) — рід дерев родини Fabaceae, підродини Caesalpinioideae, що походить з Америки та Азії. Латинська назва на честь Йоганна Ґотлиба Гледича, директора Берлінського ботанічного саду, який помер у 1786 році. Деякі види мають харчове, медичне, агро-лісове та інші застосування.

## Опис
Види гледичії ростуть у вигляді листяних дерев, які характеризуються розлогою формою. Більшість видів мають міцні прості або розгалужені колючки на стовбурі та гілках. Листки у одноперисторозсічені на коротких пагонах, але подвійноперисті на довгих пагонах; вони протилежні. Прилистки дрібні. Види однодомні або дводомні. Квітки зібрані в гроноподібні, цимусові або пучкові суцвіття разом з приквітками. Непоказні квітки дво- чи одностатеві, 3–5-складні. 3–5 чашолистків зрощені. 3–5 малих пелюсток майже однакової форми зеленуваті чи білуваті. Є від шести до десяти тичинок. У чоловічих квіток плодолисток рудиментарний або відсутній. Значно більш разючими, ніж квіти, є великі, плоскі, повислі боби. Вони містять солодку їстівний м'якуш і до 25 насіння з твердою оболонкою.

## Види
1. Gleditsia amorphoides (Griseb.) Taubert
2. Gleditsia aquatica Marshall
3. Gleditsia assamica Bor
4. Gleditsia australis F.B.Forbes & Hemsley
5. Gleditsia caspica Desf.
6. Gleditsia fera (Lour.) Merr.
7. Gleditsia japonica Miq.
8. Gleditsia medogensis Z.C.Ni
9. Gleditsia microphylla D.Gordon ex Y.T.Lee
10. Gleditsia rolfei S.Vidal
11. Gleditsia saxatilis Z.C.Lu, Y.S.Huang & Yan Liu
12. Gleditsia sinensis Lam.
13. Gleditsia triacanthos L.